# Oskar Kolberg
Henry Oskar Kolberg (22. únor 1814, Przysucha - 3. červen 1890, Krakov) byl polský etnograf, folklorista a hudební skladatel.

## Život
Jeho otec byl zeměměřič v polském Prusku, matka pocházela z francouzské rodiny. Když byl otec jmenován profesorem topografie na varšavské univerzitě, přestěhovala se rodina do Varšavy, kde se intenzivně zařadila do kulturního života. Kolbergovi žili v Kazimírském paláci, kam zvali významné představitele světa vědy a umění, jako byli Samuel Bogumil Linde, Nicholas Chopin, nebo Kazimierz Brodziński. Oskarův starší bratr Wilhelm byl navíc blízkým přítelem Frederica Chopina.
V letech 1823–1830 studoval Oskar lyceum ve Varšavě, a zároveň studoval hru na klavír u Františka Vettera, později pod vedením Josepha Elsnera, v letech 1832–1834 Ignacia Felixe Dobrzyńského, v letech 1835–1836 u Karla Friedricha Girschnera a Karla Friedricha Rungenhagena v Berlíně. Začal se brzy etablovat i jako skladatel, svou první skladbu publikoval roku 1836. Vykonal rozsáhlé cesty nejen po vlasti, ale přes Uhry a Chorvatsko do Terstu a Benátek, a nastoupil v Mazoví u Varšavy jako železniční úředník, protože hmotné poměry nedovolovaly mu „oddati se povolání skladatelskému“. Později žil v Kolomyji a v Krakově.
Od roku 1838 začal sbírat písně polského lidu, z nichž mnohé opatřil klavírním doprovodem a vydával tiskem, takže se stal etnografem. V letech 1842–1845 vydal 125 lidových melodií v pěti sbornících pod názvem Písně polského lidu. Písně i upravoval a adaptoval je pro zpěv a klavír. Přitom se ovšem také setkal s kritikou, že porušil jednoduchost melodie a tradiční harmonii lidových písní. Navzdory těmto kritickým hlasům Kolberg v přepracovávání pokračoval. Pro český kontext je zajímavé, že jeden takový soubor věnoval i českým a slovenských písním, vyšel pod názvem Pieśni czeskie i słowackie roku 1846.
Materiál, za léta nasbíraný, zčásti uveřejnil v knize Pieśni ludu polskiego, serya I. (Varšava, 1857), přičemž je uspořádal podle hudební systematiky. Rozvrhl totiž své dílo na dva oddíly, z nichž první podává písně a dumy (41 typů s přečetnými varianty), druhý tance taktu trojdílného (polonézy, mazurky, kujawiaky a valčíky), úhrnem 921 nápěvů s texty; vedle topografického popisu míst, kde byly jednotlivé nápěvy napsány, připojeny jsou tu též barvotiskové obrázky rozmanitých polských krojů.
Později, seznav neprospěšnost svého kritéria, které nedalo provinciálním zvláštnostem ostře vystoupit, zpracoval látku dle jednotlivých krajů. Tak vzniklo obsáhlé dílo etnografické, které pod názvem Lud, jego zwyczaje, sposób, źycia, mówa, podania, przysłowia, obrzędy, gusła, zabawy, pieśni, muzyka i tańce vycházelo od r. 1857 a v němž vylíčil Kolberg zvláštnosti jednotlivých krajů země polské v 25 monografiích, které měly ještě vedlejší titul kolektivní Materiały do etnografii słowianskiéj. Každý díl obsahuje všeobecné úvahy úvodní, načež následuje popis krajiny po stránce přírodní a historické, pak vylíčení povahy a kulturních potřeb lidu, jeho písní, přísloví, pořekadel, pověstí, her, zábav, polních a svatebních obřadů, dále věnován jest zřetel jazyku, nářečím, posléze připojeny jsou citáty slovanské a jinojazyčné, které Kolberg nasbíral bedlivým sledováním veškeré literatury etnografické. Vydal celkem přes 8000 písní, mezi nimiž rozeznává čistě lidové a ty s účinky hudby umělé, kromě toho i mnohé kusy instrumentální, zachycené od venkovských houslistů a pastýřských pištců.
Bralo se tudíž Kolbergovo sběratelství směry nejrůznějšími a právě touto všestranností zaujímá dílo jeho vynikající místo v slovanském národopise vůbec. Krom toho napsal četné hudební články do listů odborných a do děl encyklopedických. V umělé hudbě složil [Kolberg] operetu Król pasterzy, dramatický obrázek Janek z pod Ojcowa, operu Wiesław, pak 5 sešitů kujawiaků (op. 2., 5., 6., 12. a 19.), 2 sešity mazurků (op. 8. a 12.), 2 sešity étud (věnovaných Chopinovi, op. 20.), fantasii na národní písně polské a j. V letech 1859–1868 byl spolueditorem Univerzální encyklopedie Samuela Orgelbrandta, pro niž vytvořil asi 150 hesel s tématem folklóru a etnologie.
Ve Varšavě však marně hledal, kdo by tuto činnost hmotně podpořil. V roce 1871 proto přesídlil do Krakova, který tehdy součástí Polska nebyl a kde, pod patronací Rakousko-Uherska, byly mnohem lepší podmínky pro rozvoj vědy a polského národního hnutí než v ruském záboru Polska. V roce 1873 se Kolberg stal členem Krakovské Akademie věd a v roce 1874 předsedou etnologické části antropologické komise Akademie. V roce 1878 se zúčastnil světové výstavy v Paříži, za své publikace, vystavované v etnografické části Rakousko-Uherského pavilonu, získal bronzovou medaili. Byl jedním z patronů významné národopisné výstavy v Kolomyji. V roce 1885 vydal první svazek Obrázků etnografických. V roce 1889 mu bylo uděleno čestné členství Společnosti přátel přírody, antropologie a etnografie v Moskvě a stal se též členem Varšavské hudební společnosti a spolku Lutnia.
Jeho rozsáhlé sbírky byly uspořádány a vcelku vydány v 84 svazcích teprve po druhé světové válce, v letech 1961–1979, doplňky až do roku 2005. České a slovenské etnografii je věnován svazek 59/2, vydaný roku 2001.